# Krystyna Pałka
Krystyna Pałka, född den 16 augusti 1983 i Zakopane, är en polsk skidskytt som tävlat i världscupen i skidskytte sedan år 2003. Hon debuterade i Kontiolax i Finland den 4 december 2003 och slutade på en 71:a plats. Hennes första poäng i världscupen tog hon den 15 december 2005 då hon slutade 26:a Brezno-Osrblie i Slovakien. Hennes hittills bästa resultat i världscupen är en andra plats från jaktstarten vid den Världsmästerskapen i skidskytte 2013 i Nove Mesto, Tjeckien.